# Маркус Бенкс
Маркус Бенкс (енгл. Marcus Banks; Лас Вегас, Невада, САД, 19. новембар 1981) је бивши амерички кошаркаш. Играо је на позицији плејмејкера. На НБА драфту 2003. као 13. пика одабрали су га Мемфис гризлиси.